# 2026
Cette page concerne l'année 2026  du calendrier grégorien.
2026 est une année commune qui commence un jeudi. C'est la 2026e année de notre ère, la 26e du IIIe millénaire et du XXIe siècle et la 7e de la décennie 2020-2029.

## Autres calendriers
L'année 2026 du calendrier grégorien correspond aux dates suivantes :
- Calendrier berbère : 2975 / 2976
- Calendrier chinois : 4723 / 4724 (le Nouvel An chinois 4724 de l'année du cheval de feu a lieu le 17 février 2026)
- Calendrier hébraïque : 5786 / 5787 (le 1er tishri 5787 a lieu le 12 septembre 2026[1])
- Calendrier indien : 1947 / 1948 (le 1er chaitra 1948 a lieu le 22 mars 2026[1])
- Calendrier musulman : 1447 / 1448 (le 1er mouharram 1448 a lieu le 17 juin 2026[1])
- Calendrier persan : 1404 / 1405 (le 1er farvardin 1405 a lieu le 21 mars 2026[1])
- Calendrier républicain : 234 / 235 (le 1er vendémiaire 235 a lieu le 23 septembre 2026[1])
  - Jours juliens : 2 461 041,5 à 2 461 406,5[2],[1]

## Célébrations
- Année internationale du pastoralisme et des pâturages[3].
- Année internationale des Volontaires au service du développement durable[4].
- Année internationale des agricultrices[5].

## Événements prévus

### Janvier
- 1er janvier : la Bulgarie rejoint la zone euro.
- 12 janvier : élection présidentielle en Ouganda.
- élection présidentielle au Portugal.

### Février
- 6 au 22 février : Jeux olympiques d'hiver à Milan et Cortina d'Ampezzo (Italie).
- 17 février : éclipse annulaire de Soleil passant par l'Antarctique oriental et dans le sud de l'Océan Indien.
- février : en France, référendum sur le nouveau statut de la Nouvelle-Calédonie.

### Mars
- Mars : élections municipales en France.
- 6 au 15 mars : Jeux paralympiques d'hiver à Milan et Cortina d'Ampezzo (Italie).

### Avril
- 12 avril : élection présidentielle au Bénin.

### Mai
- Concours Eurovision de la chanson en Autriche.
- 31 mai : élection présidentielle en Colombie.

### Juin
- 11 juin au 19 juillet : 23e édition de la coupe du monde de football aux États-Unis, au Mexique et au Canada.
- sommet du G7 (en) en France.

### Juillet
- 11 juin au 19 juillet : 23e édition de la coupe du monde de football aux États-Unis, au Mexique et au Canada.
- 4 juillet : 250e anniversaire de la déclaration d'indépendance des États-Unis.
- 23 juillet au 2 août : Jeux du Commonwealth à Glasgow en Écosse.

### Août
- Août : 16e édition des Coupes du monde masculine et féminine de hockey sur gazon en Belgique et aux Pays-Bas.
- 12 août : éclipse totale de Soleil « européenne », passant par le Groenland, l'Islande et le nord de l'Espagne.

### Octobre
- 5 octobre : élections générales québécoises.

### Décembre
- 22 décembre : élections législatives et élection présidentielle au Soudan du Sud.

### Date à préciser
- Le projet ferroviaire européen Rail Baltica devrait être achevé en 2026.
- Lancement du télescope PLATO par l'Agence spatiale européenne. L'un des principaux objectifs est la découverte et la caractérisation d'exoplanètes de type terrestre autour d'étoiles proches et de magnitude apparente comprise entre 4 et 16.